# Henri IV de Holstein-Rendsbourg
Henri IV de Holstein-Rendsbourg (né en 1397 – tué le 28 mai 1427) est comte de Holstein-Rendsbourg et Duc de Schleswig de 1404 à sa mort. Jusqu'en 1413 il est sous la régence de son oncle Henri III de Holstein-Rendsbourg

## Biographie
Henri est fils du comte Gérard VI de Holstein et de Catherine-Élisabeth de Brunswick-Lunebourg (morte en 1423) il appartient à la lignée de Holstein-Rendsburg de la maison de Schaumbourg. Son père, Gérard VI, est tué le 4 aout 1404 lors d'un combat en tentant de conquérir les Dithmarschen. Henri est âgé de sept ans à cette époque  il est confié à la garde du royaume de Danemark pendant que la régence est assurée par son oncle Henri III.
Henri III entre en guerre contre le royaume de Danemark à partir de 1408 pour le contrôle du Duché de Schleswig. Henri III proclame qu'il s'agit d'un fief héréditaire inféodé par la monarchie danoise, Marguerite Ire et ensuite Éric VII, veulent récupérer le duché pour eux-mêmes. En 1413, la régence se termine mais Henri IV, conjointement avec ses jeunes frères Adolphe XI et Gérard VII, poursuivent le conflit avec le Danemark. En 1417, une trêve est acceptée, après la médiation de la cité de Lübeck mais en 1423, la guerre reprend.
Le 28 juin 1424 à Buda, l'Empereur Sigismond Ier de Luxembourg donne raison aux danois; toutefois sa décision ne met pas fin aux hostilités. Henri IV fait appel au pape Martin V afin d'annihiler la décision impériale sa démarche est infructueuse. En 1426, les troupes danoises occupent les régions entourant les cités de Schleswig et de Flensbourg. Henri IV tente d'obtenir le renfort des cités de la Hanse d'Allemagne du nord et de Basse-Saxe, des Frisons en Eiderstedt et même des Frères des victuailles. Dès le début de la guerre entre le royaume de Danemark et la Ligue Hanséatique qui éclate  entre 1426 et 1435, Henri IV est tué lors d'un combat le 28 mai 1427, pendant le siège de Flensbourg. Il est inhumé dans l'église Saint-Laurent d'Itzehoe.
Il meurt sans alliance ni postérité et sa succession est assurée par ses frères cadets Adolphe XI de Holstein et Gérard VII de Holstein-Rendsbourg
Pendant le règne de Henri comme duc de Schleswig des représentants des Hundreds de la Frise-du-nord se réunissent le 17 juin 1426 dans l'île de Föhr pour enregistrer la loi frisonne dans la Siebenhardenbeliebung. Cette formulation est la plus ancienne texte de loi conservé en Frise.